# دي في جوروبراساد
ولد دي في جوروبراساد عام ١٩٥١ في بنغالور، درس العلوم وتخرج من الكلية الوطنية في بنغالور بدرجة البكالوريوس وثم حصل على درجة الماجستير من جامعة كارناتاكا في دارواد بتخصص ادب الإنجليزي، في ١٩٧٦ التحق بالشرطة الهندية IPS وتم تخصيصه لكادر كارناتاكا. انتقل بعدها إلى مقاطعات بيدار وغولبارغا وكوداجو والمديرية العامة لسلسلة جبال غولبارغا وشغل منصب المشرف على الشرطة فيها، كما استلم منصب مفوض الشرطة في هوبلي دهارواد بالإضافة إلى استلامه إدارة مخابرات الدولة وإدارة اعلام الدولة وترأسه جناح التجنيد في شرطة الولاية كما انه كان المسؤول عن ابتداء عملية تجنيد شفافة للغاية رفعت من مجده. إضافة إلى قضاءه فترة عمله في CISF ، نيودلهي، فقد خدم في شركة كارناتاكا للنقل البري مدة خمس سنوات.كما انه كان له يد كبيرة في تقسيم الكيان الضخم إلى أربعة كيانات مستقلة.تدرب للشرطة لفترة قصيرة في المملكة المتحدة، وعمل كمدير عام في كارناتاكا بمنصب مدير عام لادارة التحقيقات الجنائية.تقاعد من منصب حرس المنزل وقوة الإطفاء والدفاع المدني في DGP سنة 2011 .له كتب مشهورة حول نظام الشرطة الهندية والموضوعات ذات صلة وهو كاتب السفر باللغة الإنجليزية ولغات الكنادية، كما انه كاتب عمود في صحيفة Deccan Herald اليومية الإنجليزية بالإضافة إلى تأليفه العديد من الكتب باللغتين الام الإنجليزية والكانادية

## الكتب المكتوبة
- Common Man's Guide to Police & Criminal Laws, (ردمك 9788170493853)
- Corridors of Intelligence: Revealing Politics, (ردمك 9788170495550)
- CASE STUDIES FOR INDIAN POLICE: True situations handled by Indian Police and lessons learnt[3]
- Police: What You Don't Know, (ردمك 9788170495321)
- Goodhacharyeya Aa Dinagalu (Kannada)[4]
- Dantakatheyada Dantachora : Operation Veerappan Prathykashadarshigalu Kandanthe (Kannada)[5]
- Police Encounter(Kannada)[6]
- Kaige Banda Tuttu-Autobiography (Kannada) (ردمك 9780463396254)
- IGP Sahebra Senior P.A. (Kannada) (ردمك 9780463035580)